# إيما سميث
إيما سميث (بالإنجليزية: Emma Smith) هي ملحنة أمريكية، ولدت في 10 يوليو 1804 في Harmony Township, Susquehanna County, Pennsylvania ‏ في الولايات المتحدة، وتوفيت في 30 مايو 1879 في Nauvoo House ‏ في الولايات المتحدة.